# معركة الأطاولة (1814)
توجه محمد علي باشا إلى عسير بإتجاه بلدة طبب مركز إمارة آل المتحمي لكن بخروش بن علاس كان يغير على خطوط الإمدادات والحاميات لمحمد علي فقرر العودة لمداهمة بخروش بعشرون الف مقاتل في وادي قريش زهران فقابلة بخروش بجيوش من زهران فرده وهزمه.  

## الأحداث
أراد محمد علي باشا التوجه إلى عسير باتجاه بلدة طبب مركز إمارة عبد الوهاب المتحمي ليسقط إمارته لكن الأمير بخروش بن علاس كان يغير على خطوة إمدادات وحاميات وخطوط مواصلات محمد علي باشا لذالك قرر محمد علي باشا العودة إلى بخروش فداهمه في قلاعه في وادي قريش زهران او قريش الحسن بالأطاولة بجيش وقدره حوالي عشرين ألف مقاتل فقابله الأمير بخروش بجيش قبيلة زهران المتواضع فرده وهزمه وقدر عدد القتلى بألف رجل، وكانت حنكة بخروش الحربية كافية لانسحاب الأتراك إلى الطائف خاسرين. [بحاجة لمصدر]